# 1151 هـ
1151 هـ هي سنة في التقويم الهجري امتدت مقابلةً في التقويم الميلادي بين سنتي 1738 و1739.

## مواليد
- الميرزا القمي
- محمد أمين بن خير الله العمري